# (3217) Seidelmann
(3217) Seidelmann es un asteroide perteneciente al cinturón de asteroides, descubierto el 2 de septiembre de 1980 por Edward Bowell desde la Estación Anderson Mesa (condado de Coconino, cerca de Flagstaff, Arizona, Estados Unidos).

## Designación y nombre
Designado provisionalmente como 1980 RK. Fue nombrado Seidelmann en honor del astrónomo estadounidense Paul Kenneth Seidelmann.